# Harnahalli, Shikarpur
Harnahalli là một làng thuộc tehsil Shikarpur, huyện Shimoga, bang Karnataka, Ấn Độ.